# Alexander de Langle
Luitenant Alexander de Langle (?-?) werd op 19 juni 1822 door koning Willem I der Nederlanden onderscheiden omdat hij een ondergeschikte, de sergeant La Gace, uit een diepe put in de citadel van Doornik had gered.

De redding had ook De Langle in levensgevaar gebracht en de koning heeft hem als dank voor zijn onverschrokken optreden gedecoreerd met een speciaal voor die gelegenheid ingestelde medaille of erepenning. De medaille, waaraan geen lint was verbonden, droeg de beeltenis van de koning. Later in de eeuw kregen de erepenningen het opschrift "VOOR MENSCHLIEVEND HULPBETOON". De medailles kregen in 1897 een lint en zijn nu bekend als de Erepenning voor Menslievend Hulpbetoon.
Enige jaren eerder was François Souvenay nog tot ridder der IVe Klasse in de Militaire Willems-Orde benoemd voor het redden van een kameraad uit een put in Namen.